# Liste der Monuments historiques in Renwez
Die Liste der Monuments historiques in Renwez führt die Monuments historiques in der französischen Gemeinde Renwez auf.

## Liste der Immobilien
| Bezeichnung       | Beschreibung            | Standort                         | Kennzeichnung | Schutzstatus | Datum | Bild           |
| ----------------- | ----------------------- | -------------------------------- | ------------- | ------------ | ----- | -------------- |
| Kirche Notre-Dame | aus dem 15. Jahrhundert | Rue Jean Baptiste Clément (Lage) | PA00078487    | Classé       | 1913  | weitere Bilder |

## Liste der Objekte
| Bezeichnung                         | Beschreibung | Standort                        | Kennzeichnung | Schutzstatus   | Datum     | Bild |
| ----------------------------------- | --- | ------------------------------- | ------------- | -------------- | --------- | ---- |
| Orgel                               | Ensemble aus PM08000425 und PM08000703 | in der Kirche Notre-Dame (Lage) | PM08000702    | Classé Inscrit | 1975 1980 |      |
| Orgelprospekt und -empore           | im 18. Jahrhundert gebaut | in der Kirche Notre-Dame (Lage) | PM08000425    | Classé         | 1975      |      |
| Instrumentalteil der Orgel          | 1790 von Michel Kernst gebaut | in der Kirche Notre-Dame (Lage) | PM08000703    | Inscrit        | 1980      |      |
| Skulptur Heiliger Wulflaik          | Holz, farbig gefasst und vergoldet, 19. Jahrhundert | in der Kirche Notre-Dame (Lage) | PM08000919    | Inscrit        | 1975      |      |
| Annenaltar                          | linker Seitenaltar; Altartisch, Retabel und Gemälde Unterweisung Mariens; Stein, Marmor, Ölfarbe auf Leinwand, 18. Jahrhundert                                                           | in der Kirche Notre-Dame (Lage) | PM08000423    | Classé         | 1975      |      |
| Kanzel                              | Holz, 18. Jahrhundert | in der Kirche Notre-Dame (Lage) | PM08000424    | Classé         | 1975      |      |
| Skulptur Heilige Anna               | Holz, farbig gefasst, 17. Jahrhundert; im Départementsarchiv in Charleville-Mézières deponiert                                                                                           | in der Kirche Notre-Dame (Lage) | PM08001131    | Inscrit        | 1978      |      |
| Skulptur eines heiligen Mönchs      | Darstellung des Heiligen Fiacrius oder des Heiligen Mevennus; Holz, farbig gefasst und vergoldet, 19. Jahrhundert                                                                        | in der Kirche Notre-Dame (Lage) | PM08000916    | Inscrit        | 1975      |      |
| Skulptur Heilige Philomena          | Holz, farbig gefasst und vergoldet, 19. Jahrhundert | in der Kirche Notre-Dame (Lage) | PM08000920    | Inscrit        | 1975      |      |
| Skulptur Madonna mit Kind (1)       | Holz, farbig gefasst, 18. Jahrhundert; im Départementsarchiv in Charleville-Mézières deponiert                                                                                           | in der Kirche Notre-Dame (Lage) | PM08001130    | Inscrit        | 1978      |      |
| Skulptur Notre-Dame des Victoires   | Holz, farbig gefasst, Mitte des 19. Jahrhunderts | in der Kirche Notre-Dame (Lage) | PM08000915    | Inscrit        | 1975      |      |
| Skulptur Madonna mit Kind (2)       | Holz, farbig gefasst und vergoldet, Anfang des 19. Jahrhunderts | in der Kirche Notre-Dame (Lage) | PM08000921    | Inscrit        | 1975      |      |
| Skulptur Heiliger Rochus            | Holz, farbig gefasst und vergoldet, 19. Jahrhundert | in der Kirche Notre-Dame (Lage) | PM08000922    | Inscrit        | 1975      |      |
| Hauptaltar                          | Altartisch, Tabernakel, Retabel und Gemälde Mariä Himmelfahrt; Stein, Holz, farbig gefasst, Ölfarbe auf Leinwand, erste Hälfte des 18. Jahrhunderts; mit Chorgestühl und Wandvertäfelung | in der Kirche Notre-Dame (Lage) | PM08000421    | Classé         | 1975      |      |
| Zwei Skulpturen: Maria und Johannes | aus einer Kreuzigungsgruppe; Holz, 16. Jahrhundert; 1977 gestohlen | in der Kirche Notre-Dame (Lage) | PM08000420    | Classé         | 1911      |      |
| Maria-Rosenkranz-Altar              | rechter Seitenaltar; Altartisch, Retabel und Gemälde Rosenkranzmadonna; Stein, Marmor, Ölfarbe auf Leinwand, 18. Jahrhundert                                                             | in der Kirche Notre-Dame (Lage) | PM08000422    | Classé         | 1975      |      |
| Gemälde Kreuzigung                  | Ölfarbe auf Leinwand, 1827 | in der Kirche Notre-Dame (Lage) | PM08000918    | Inscrit        | 1975      |      |
| Kommode                             | Eichenholz, 18. Jahrhundert | in der Kirche Notre-Dame (Lage) | PM08000917    | Inscrit        | 1975      |      |